# Libnotes obliqua
Libnotes obliqua är en tvåvingeart som beskrevs av Alexander 1922. Libnotes obliqua ingår i släktet Libnotes och familjen småharkrankar. Inga underarter finns listade i Catalogue of Life.